# Bundesautobahn 115
Pour les articles homonymes, voir A115.
L’autoroute allemande 115 (Bundesautobahn 115 ou Autobahn 115 en allemand ; BAB 115 ou A 115 en abrégé) est une autoroute passant par le sud-ouest de Berlin et le Brandebourg. Sur 28 kilomètres, elle relie les deux autoroutes périphériques du Berliner Ring () et du Stadtring ().

## Histoire

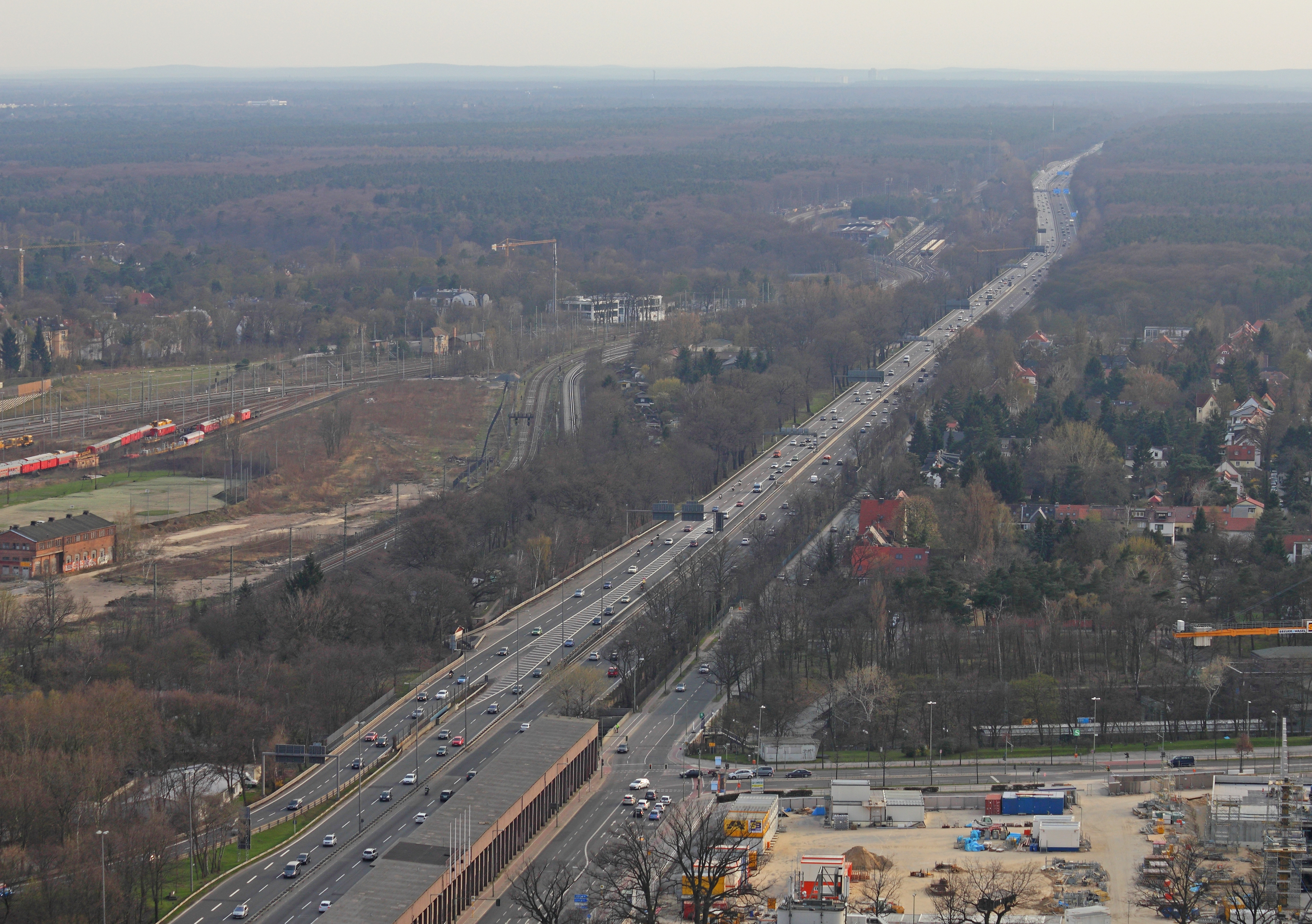
Vue de l'AVUS depuis la tour radio.

La Bundesautobahn 115 plus connue sous la dénomination d’Automobil-Verkehrs- und Übungs-Straße (AVUS) est l'une des premières route à accès réglementé construite au monde. En 1909, la société AVUS est créée ; elle commence avant la Grande Guerre les études d'une route automobile rapide de 19 kilomètres de long à deux voies séparées  en ligne droite.
Construite en parallèle à la ligne de Berlin à Blankenheim dans la forêt de Grunewald au sud-ouest de Berlin, la route est en grande partie financée par l'industriel Hugo Stinnes. L'inauguration officielle a eu lieu le 25 septembre 1921. L'AVUS est utilisée comme circuit pour le Grand Prix automobile d'Allemagne de 1926 et de 1959. 
Le développement du circuit est réduit plusieurs fois jusqu'à l'arrêt de son utilisation au début des années 2000. Il est maintenant intégré dans le réseau d'autoroutes qui permettent d'accéder à Berlin intra-muros en arrivant par le sud-ouest. L'AVUS part de Nikolassee, petit lac entouré de forêts, traverse la Grunewald, une des grandes forêts berlinoises, et se termine à l'échangeur à côté de la tour radio de Berlin (Berliner Funkturm). Aux heures de pointe l'AVUS est saturée. Les comptages sur l'autoroute montrent une moyenne journalière de 66 000 véhicules.
L'ensemble du tracé de la liaison entre la capitale allemande et le Berliner Ring était terminé en 1941. Durant la partition de la ville en deux, l'un des points de contrôle permettant de pénétrer à Berlin-Ouest en transit à travers le territoire de la République démocratique allemande, le Checkpoint Bravo, se situait sur le tracé de l'autoroute entre la localité brandebourgeoise de Drewitz (sur la commune de Kleinmachnow) et le quartier berlinois de Nikolassee. L'Ours de Berlin, monument sculpté par Renée Sintenis, est situé sur le terre-plein central de l'autoroute non loin de la limite de la ville.